# Tribunais de contas do Brasil
Tribunais de Contas do Brasil são órgãos técnicos e independentes que auxiliam o Poder Legislativo cuja especialidade é fiscalizar, sob o aspecto técnico, as contas públicas. Em conjunto com o Poder Legislativo, Ministério Público, Tribunal Superior Eleitoral e Polícia Federal compõem a rede de controle externo sobre a administração pública. Atualmente, no Brasil, existem 33 Tribunais de Contas:
- 01 Tribunal de Contas da União - (TCU);
- 26 Tribunais de Contas dos Estados - (TCE);
- 03 Tribunais de Contas dos Municipios (TCM);
- 02 Tribunais de Contas Municipais - (TCM)[nota 1];
- 01 Tribunal de Contas do Distrito Federal - (TC-DF).

A Constituição Federal de 1988 define o formato do TCU, as suas atribuições, sua composição, prerrogativas e garantias (Art. 70-74). O texto constitucional determina explicitamente que este formato se aplica também aos TCs no âmbito estadual e municipal (Art. 75).
Os membros dos Tribunais de Contas, denominados como Ministros, no âmbito do Tribunal de Contas da União, e Conselheiros, nos Tribunais de Contas Estaduais, são escolhidos pelo chefe do Poder Executivo e pelo Poder Legislativo do ente da federação respectivo. Na esfera da União, o presidente da República indica três dos nove membros, sendo dois alternadamente dentre auditores e membros do Ministério Público junto ao tribunal, carreiras providas por concursos públicos, indicados em lista tríplice pelo tribunal, segundo os critérios de antiguidade e merecimento. A indicação deve ser aprovada pelo Senado. As outras vagas ficam a cargo do Congresso Nacional.
Nos estados, a distribuição em terços das indicações do Executivo e do Legislativo encontra alguma dificuldade, em razão de haver nessas unidades sete membros dos Tribunais de Contas, e não nove. Na esfera estadual, essa questão foi resolvida por decisão do Supremo Tribunal Federal, segundo a qual, para manter a simetria com o plano federal, a divisão de vagas seria de três para o chefe do Executivo e quatro para o Legislativo, permitindo-se, assim, que os governadores escolham, alternadamente, entre auditores, membros do Ministério Público e uma indicação de livre nomeação.
De acordo com a Constituição Federal (artigo 73), os requisitos para o preenchimento do cargo de ministro do Tribunal de Contas da União, o que é aplicado por simetria a estados, Distrito Federal e municípios, e são os seguintes:
a) ser brasileiro;
b) ter mais e trinta e cinco e menos de setenta anos de idade;
c) idoneidade moral e reputação ilibada;
d) notórios conhecimentos jurídicos, contábeis, econômicos e financeiros ou de administração pública;
e) mais de dez anos de exercício de função ou de efetiva atividade profissional que exija os conhecimentos jurídicos, contábeis, econômicos e financeiros ou de administração pública.
As indicações para os Tribunais de Contas geralmente recaem sobre agentes políticos, notadamente deputados. Estudo publicado pela ONG Transparência Brasil revelou que oito em cada dez conselheiros de contas do país exerceram mandatos eletivos ou altas funções em governos. 

## Tribunal de Contas da União (TCU)
O Tribunal de Contas da União (TCU) é o órgão de controle externo do governo federal e auxilia o Congresso Nacional com a missão de acompanhar a execução orçamentária e financeira do país e contribuir com o aperfeiçoamento da Administração Pública em benefício da sociedade. Para isso, tem como meta ser referência na promoção de uma Administração Pública efetiva, ética, ágil e responsável.
O Tribunal é responsável pela fiscalização contábil, financeira, orçamentária, operacional e patrimonial dos órgãos e entidades públicas do país quanto à legalidade, legitimidade e economicidade.  

## Tribunais de Contas dos Estados (TCE)
O Tribunal de Contas do Estado é órgão estadual com a incumbência de análise de contas do respectivo estado e de todos os municípios jurisdicionados (exceto as capitais, nos casos de Rio de Janeiro e São Paulo, ou em estados onde exista o tribunal de contas dos municípios).
| 1. Tribunal de Contas do Estado do Acre 2. Tribunal de Contas do Estado de Alagoas 3. Tribunal de Contas do Estado do Amapá 4. Tribunal de Contas do Estado do Amazonas 5. Tribunal de Contas do Estado da Bahia 6. Tribunal de Contas do Estado do Ceará 7. Tribunal de Contas do Estado do Espírito Santo 8. Tribunal de Contas do Estado de Goiás 9. Tribunal de Contas do Estado do Maranhão 10. Tribunal de Contas do Estado de Mato Grosso 11. Tribunal de Contas do Estado de Mato Grosso do Sul 12. Tribunal de Contas do Estado de Minas Gerais 13. Tribunal de Contas do Estado do Pará | 1. Tribunal de Contas do Estado da Paraíba 2. Tribunal de Contas do Estado do Paraná 3. Tribunal de Contas do Estado de Pernambuco 4. Tribunal de Contas do Estado do Piauí 5. Tribunal de Contas do Estado do Rio de Janeiro 6. Tribunal de Contas do Estado do Rio Grande do Norte 7. Tribunal de Contas do Estado do Rio Grande do Sul 8. Tribunal de Contas do Estado de Rondônia 9. Tribunal de Contas do Estado de Roraima 10. Tribunal de Contas do Estado de Santa Catarina 11. Tribunal de Contas do Estado de São Paulo 12. Tribunal de Contas do Estado de Sergipe 13. Tribunal de Contas do Estado do Tocantins 14. Tribunal de Contas do Distrito Federal |

## Tribunais de Contas dos Municípios do Estado
O Tribunal de Contas dos Municípios é órgão estadual com a incumbência de análise de contas dos municípios do estado.
- Tribunal de Contas dos Municípios do Estado da Bahia
- Tribunal de Contas dos Municípios do Estado do Ceará (extinto em 2017)[5]
- Tribunal de Contas dos Municípios do Estado de Goiás
- Tribunal de Contas dos Municípios do Estado do Pará

## Tribunais de Contas do Município
O Tribunal de Contas do Município é órgão municipal (a partir da Constituição de 1988 é vedada a criação de novos tribunais municipais) com a incumbência de análise de contas do respectivo município.
- Tribunal de Contas do Município de São Paulo
- Tribunal de Contas do Município do Rio de Janeiro